# Thomas Ammann (Politiker, 1953)

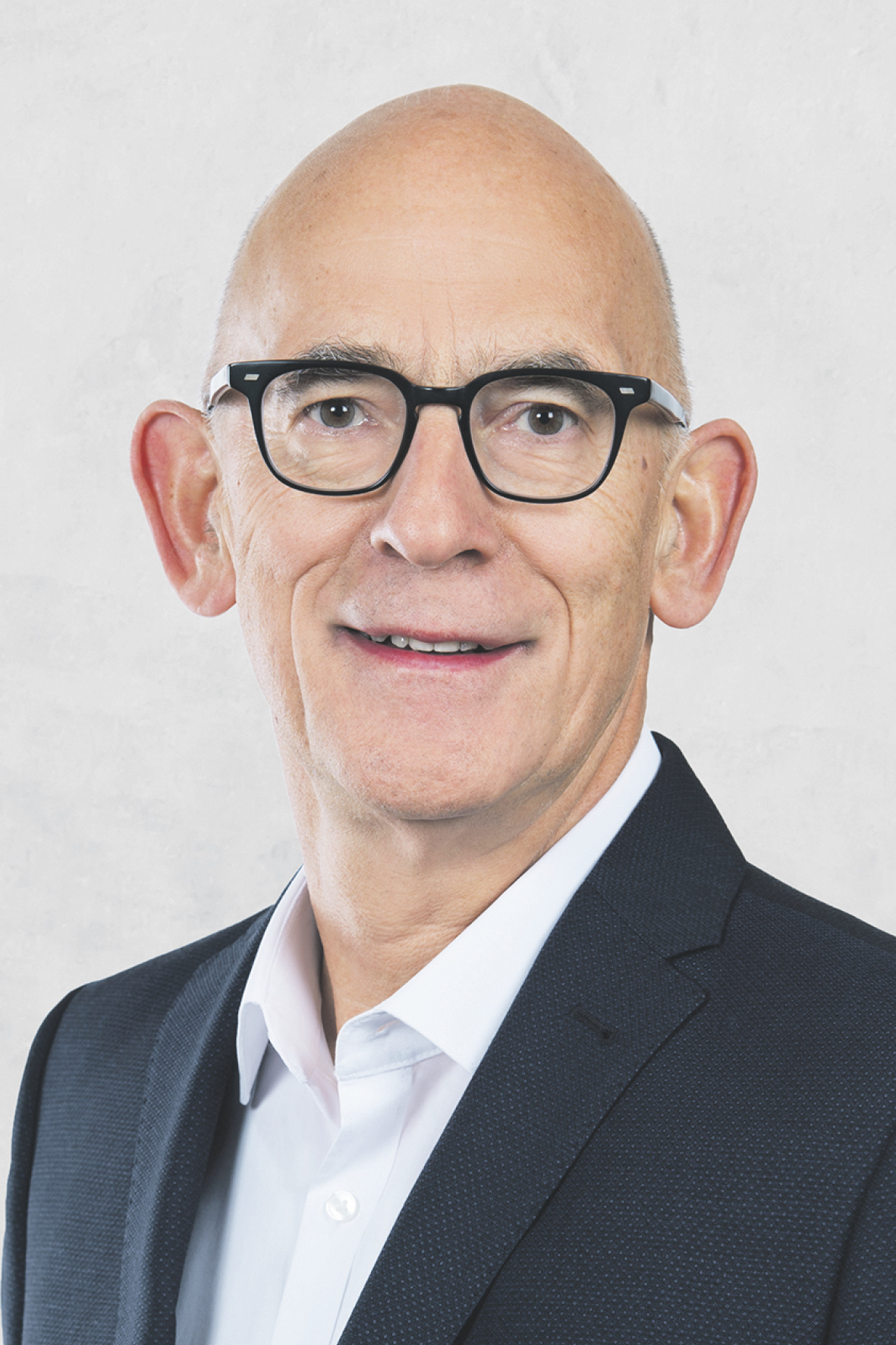
Thomas Ammann (2019)

Thomas Ammann (* 21. November 1953) ist ein Schweizer Politiker (FDP). Er war von 2012 bis 2021 im Kantonsrat des Kantons St. Gallen. Von 2020 bis 2021 war er FDP-Fraktionspräsident.

## Leben
Thomas Ammann wuchs als viertes von fünf Kindern in Gossau auf. Er besuchte dort die Primar- und die Sekundarschule und anschliessend die Kantonsschule St. Gallen. Nach der Matura studierte er in den Jahren 1973 bis 1979 Medizin an der Universität Zürich. Nach der Weiterausbildung zum Arzt für Allgemeine Innere Medizin eröffnete er 1986 in Waldkirch eine Hausarztspraxis.
Ammann bekleidete verschiedene Funktionen in der politischen Gemeinde Waldkirch, u. a. als Schulratspräsident der Oberstufenschule von 1997 bis 2006. Standespolitisch betätigte er sich als Präsident des Hausärztevereins Gossau, als Präsident des regionalen Ärztevereins Gossau-Untertoggenburg-Wil und als Vorstandsmitglied der kantonalen Ärztegesellschaft St. Gallen.
Ammann engagiert sich in verschiedenen ehrenamtlichen Funktionen. Er ist Präsident des Stiftungsrats der Kinder- und Jugendpsychiatrischen Dienste St. Gallen und Verwaltungsratsmitglied von Bussola (Krisenintervention Kinder und Jugendliche).
Ammann ist verheiratet und Vater von vier Kindern.